# 艾哈區

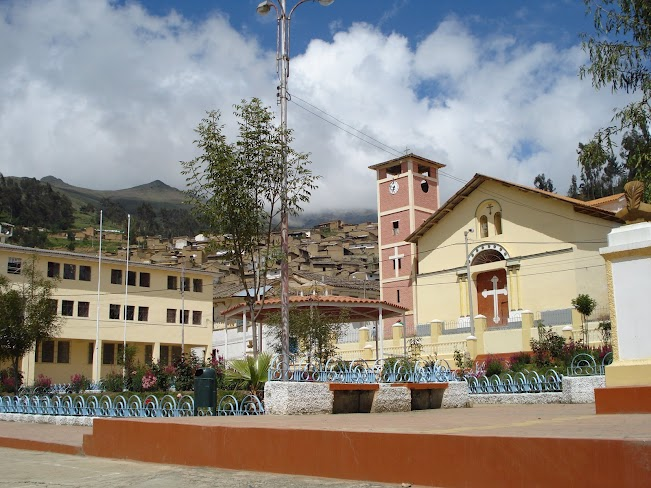

艾哈區（西班牙語：Distrito de Aija），是秘魯的一個區，位於該國北部安卡什大區的艾哈省，面積159.74平方公里，海拔高度3,363米，2002年人口2,451，人口密度為每平方公里15人。
9°46′01″S 77°37′59″W / 9.76694°S 77.63306°W